# Coyolapa
Coyolapa är en ort i Mexiko.   Den ligger i kommunen Zoquitlán och delstaten Puebla, i den sydöstra delen av landet, 260 km öster om huvudstaden Mexico City. Coyolapa ligger 504 meter över havet och antalet invånare är 572.
Terrängen runt Coyolapa är huvudsakligen bergig, men åt nordost är den kuperad. Runt Coyolapa är det ganska tätbefolkat, med 96 invånare per kvadratkilometer. Närmaste större samhälle är Cuaxuxpa, 16,8 km väster om Coyolapa. I omgivningarna runt Coyolapa växer i huvudsak städsegrön lövskog.